# 87 Pułk Piechoty (LWP)
87 pułk piechoty – oddział piechoty ludowego Wojska Polskiego.
Sformowany w 1950. Wchodził w skład 21 Dywizji Piechoty. Stacjonował w garnizonie Lidzbark Warmiński.

## Skład organizacyjny
dowództwo i sztab
- 2 bataliony piechoty
- artyleria pułkowa
  - dwie baterie armat 76 mm
  - bateria moździerzy
- pułkowa szkoła podoficerska
- kompanie: łączności, gospodarcza
- pluton: saperów

Stan etatowy wynosił 1234 żołnierzy